# Língua lehali
Lehali anteriormente conhecido como Teqel) é uma língua Oceânica falada por cerca de 200 pessoas, na costa oeste da ilha Ureparapara em Vanuatu.  É diferente de Löyöp, a língua falada na costa leste da mesma ilha.

## Nome
A língua tem o nome da aldeia onde é falada, nativamente referida como Loli Predefinição:IPA-xx. O nome Lehali não tem nenhum valor etimológico, além de ser uma corrupção do nome nativo.

## Fonologia
Lehali apresenta 16 fonemas consoantes e 10 vogais 

### Consoantes
|           |               | Bilabial | Alveolar | Dorsal | Labializada velar | Glotal |
| --------- | ------------- | -------- | -------- | ------ | ----------------- | ------ |
| Nasal     | Nasal         | m ⟨m⟩    | n ⟨n⟩    | ŋ ⟨n̄⟩  | ŋʷ ⟨n̄w⟩           |        |
| Oclusiva  | surda         | p ⟨p⟩    | t ⟨t⟩    | k ⟨k⟩  | kʷ ⟨q⟩            |        |
| Oclusiva  | prénasalizada |          | ⁿd ⟨d⟩   |        |                   |        |
| Fricativa | Fricativa     | β ⟨v⟩    | s ⟨s⟩    | ɣ ⟨g⟩  |                   | h ⟨h⟩  |
| semivogal | semivogal     |          | l ⟨l⟩    | j ⟨y⟩  | w ⟨w⟩             |        |

### Vogais
Os 10 fonemas vocálicos são todos monotongos curtos /i ɪ ɛ æ ə a ɒ̝ ɔ ʊ u/:
|               | Anterior | Central | Posterior |
| ------------- | -------- | ------- | --------- |
| Fechada       | i ⟨i⟩    |         | u ⟨u⟩     |
| quase Fechada | ɪ ⟨ē⟩    | ə ⟨ë⟩   | ʊ ⟨ō⟩     |
| meio Aberta   | ɛ ⟨e⟩    | ə ⟨ë⟩   | ɔ ⟨o⟩     |
| quase Aberta  | æ ⟨ä⟩    |         | ɒ̝ ⟨ö⟩     |
| Aberta        | a ⟨a⟩    | a ⟨a⟩   | a ⟨a⟩     |

## Escrita
A forma do alfabeto latino usado pelo língua não apresenta as letras B, C, F, J, R, X, Z.
Usam-se as formas n̄ e n̄w

## Gramática
O sistema de ppronomes pessoais em Lehali contrasta clusividadena 1ª pessoa do plural, e distingue quatro númerosgramaticais (singular, dual, trial, plural).
A referência espacial em Lehali é baseada em um sistema de direcionais geocêntricos absolutos, o que é algoe típico das línguas oceânicas, e também inovador.